# 茨城県第3区
茨城県第3区（いばらきけんだい3く）は、日本の衆議院議員総選挙における選挙区。1994年（平成6年）の公職選挙法改正で設置。

## 区域
2013年（平成25年）公職選挙法改正以降の区域は以下のとおりである。
- 龍ケ崎市
- 取手市
- 牛久市
- 守谷市
- 稲敷市
- 稲敷郡
- 北相馬郡

2002年（平成14年）公職選挙法改正から2013年の小選挙区改定までの区域は以下のとおりである。
- 龍ケ崎市
- 取手市
- 牛久市
- 守谷市
- 稲敷郡
  - 江戸崎町
  - 美浦村
  - 阿見町
  - 新利根町
  - 河内町
  - 桜川村
  - 東町
- 北相馬郡

1994年（平成6年）公職選挙法改正から2002年の小選挙区改定までの区域は以下のとおりである。
- 龍ケ崎市
- 取手市
- 牛久市
- 稲敷郡
  - 江戸崎町
  - 美浦村
  - 阿見町
  - 新利根村
  - 河内村
  - 桜川村
  - 東村
- 北相馬郡

## 歴史
県の最南部で、農村部を中心とする保守的な地盤が厚い。一方で、東京通勤圏内にある地域を含んでおり、東京のベッドタウンとして人口増加してきた地域でもあるため、1970年代以降は無党派層も増加した。
中選挙区制時代から葉梨新五郎と中山栄一の息子である葉梨信行と中山利生が長らく争っていたが、小選挙区以降後はコスタリカ方式でお互いに当選していた。
2003年の第43回衆議院議員総選挙で信行と利生がそれぞれ引退した後は信行を義父に持つ葉梨康弘が地盤を引き継ぎ、これまで7度小選挙区で当選を続けている。
非自民勢力では、第42回・43回は民主党の小泉俊明（地盤は取手市東部）が比例復活により議席を確保した。2009年の第45回衆議院議員総選挙では小選挙区で葉梨康弘の比例復活を阻止しつつ当選している。また、この選挙では民主党大勝の余波で比例北関東ブロックで立候補していた取手市を地盤に持つ石井章、川口浩も当選した。しかし2012年の第46回衆議院議員総選挙では小泉は葉梨に敗れ、比例復活もできずに落選した。
葉梨は2022年に第2次岸田内閣 (改造)で法務大臣になったが、その役割に関する不適切な発言で辞任に追い込まれた。しかし、2024年の第50回衆議院議員総選挙では候補者乱立もあり、自民党の政治資金パーティー裏金事件や、それ以前の統一教会（現在の世界平和統一家庭連合）との関係などをはじめとする数々の不祥事の影響などにより、茨城県を含め、全国的に支持率や得票率などが低下していたにもかかわらず、葉梨が重複候補の比例復活を許さずに当選した。

## 小選挙区選出議員
| 選挙名                 | 年     | 当選者   | 党派       |
| ---------------------- | ------ | -------- | ---------- |
| 第41回衆議院議員総選挙 | 1996年 | 中山利生 | 自由民主党 |
| 第42回衆議院議員総選挙 | 2000年 | 葉梨信行 | 自由民主党 |
| 第43回衆議院議員総選挙 | 2003年 | 葉梨康弘 | 自由民主党 |
| 第44回衆議院議員総選挙 | 2005年 | 葉梨康弘 | 自由民主党 |
| 第45回衆議院議員総選挙 | 2009年 | 小泉俊明 | 民主党     |
| 第46回衆議院議員総選挙 | 2012年 | 葉梨康弘 | 自由民主党 |
| 第47回衆議院議員総選挙 | 2014年 | 葉梨康弘 | 自由民主党 |
| 第48回衆議院議員総選挙 | 2017年 | 葉梨康弘 | 自由民主党 |
| 第49回衆議院議員総選挙 | 2021年 | 葉梨康弘 | 自由民主党 |
| 第50回衆議院議員総選挙 | 2024年 | 葉梨康弘 | 自由民主党 |

## 選挙結果
時の内閣：第1次石破内閣 解散日：2024年10月9日 公示日：2024年10月15日
当日有権者数：38万6256人 最終投票率：53.11%（前回比：0.41%） （全国投票率：53.85%（2.08%））
| 当落 | 候補者名   | 年齢 | 所属党派     | 新旧 | 得票数   | 得票率 | 惜敗率 | 推薦・支持 | 重複 |
| ---- | ---------- | ---- | ------------ | ---- | -------- | ------ | ------ | ---------- | ---- |
| 当   | 葉梨康弘   | 65   | 自由民主党   | 前   | 83,667票 | 42.11% | ――     | 公明党推薦 | ○    |
|      | 梶岡博樹   | 47   | 立憲民主党   | 新   | 63,273票 | 31.84% | 75.62% |            | ○    |
|      | 橋口奈保   | 47   | 日本維新の会 | 新   | 23,741票 | 11.95% | 28.38% |            | ○    |
|      | 加川裕美   | 60   | れいわ新選組 | 新   | 14,783票 | 7.44%  | 17.67% |            |      |
|      | 大内久美子 | 75   | 日本共産党   | 新   | 13,235票 | 6.66%  | 15.82% |            |      |

時の内閣：第1次岸田内閣 解散日：2021年10月14日 公示日：2021年10月19日
当日有権者数：38万9521人 最終投票率：53.52%（前回比：1.63%） （全国投票率：55.93%（2.25%））
| 当落 | 候補者名 | 年齢 | 所属党派     | 新旧 | 得票数    | 得票率 | 惜敗率 | 推薦・支持 | 重複 |
| ---- | -------- | ---- | ------------ | ---- | --------- | ------ | ------ | ---------- | ---- |
| 当   | 葉梨康弘 | 62   | 自由民主党   | 前   | 109,448票 | 53.59% | ――     | 公明党推薦 | ○    |
|      | 梶岡博樹 | 44   | 立憲民主党   | 新   | 63,674票  | 31.18% | 58.18% |            | ○    |
|      | 岸野智康 | 27   | 日本維新の会 | 新   | 31,100票  | 15.23% | 28.42% |            | ○    |

時の内閣：第3次安倍第3次改造内閣 解散日：2017年9月28日 公示日：2017年10月10日
当日有権者数：39万2370人 最終投票率：51.89%（前回比：4.19%） （全国投票率：53.68%（1.02%））
| 当落 | 候補者名 | 年齢 | 所属党派   | 新旧 | 得票数    | 得票率 | 惜敗率 | 推薦・支持   | 重複 |
| ---- | -------- | ---- | ---------- | ---- | --------- | ------ | ------ | ------------ | ---- |
| 当   | 葉梨康弘 | 58   | 自由民主党 | 前   | 113,068票 | 57.04% | ――     | 公明党       | ○    |
|      | 樋口舞   | 44   | 希望の党   | 新   | 51,060票  | 25.76% | 45.16% | 日本維新の会 | ○    |
|      | 林京     | 67   | 日本共産党 | 新   | 34,112票  | 17.21% | 30.17% |              |      |

- 小泉俊明は希望の党比例東京ブロックで立候補し、落選。

時の内閣：第2次安倍改造内閣 解散日：2014年11月21日 公示日：2014年12月2日
当日有権者数：38万6081人 最終投票率：56.08% （全国投票率：52.66%（6.66%））
| 当落 | 候補者名 | 年齢 | 所属党派   | 新旧 | 得票数    | 得票率 | 惜敗率 | 推薦・支持 | 重複 |
| ---- | -------- | ---- | ---------- | ---- | --------- | ------ | ------ | ---------- | ---- |
| 当   | 葉梨康弘 | 55   | 自由民主党 | 前   | 120,500票 | 57.64% | ――     | 公明党推薦 | ○    |
|      | 石井章   | 57   | 維新の党   | 元   | 55,103票  | 26.36% | 45.73% |            | ○    |
|      | 小林恭子 | 64   | 日本共産党 | 新   | 33,465票  | 16.01% | 27.77% |            |      |

- 石井は45回・46回は比例北関東ブロックで立候補。第24回参議院議員通常選挙におおさか維新の会公認で比例区より出馬し当選。

時の内閣：野田第3次改造内閣 解散日：2012年11月16日 公示日：2012年12月4日 （全国投票率：59.32%（9.96%））
| 当落 | 候補者名 | 年齢 | 所属党派     | 新旧 | 得票数    | 得票率 | 惜敗率 | 推薦・支持     | 重複 |
| ---- | -------- | ---- | ------------ | ---- | --------- | ------ | ------ | -------------- | ---- |
| 当   | 葉梨康弘 | 53   | 自由民主党   | 元   | 113,158票 | 50.86% | ――     | 公明党推薦     | ○    |
|      | 小泉俊明 | 55   | 日本未来の党 | 前   | 46,539票  | 20.92% | 41.13% | 新党大地推薦   | ○    |
|      | 前田善成 | 45   | 日本維新の会 | 新   | 43,614票  | 19.60% | 38.54% | みんなの党推薦 | ○    |
|      | 小林恭子 | 62   | 日本共産党   | 新   | 19,177票  | 8.62%  | 16.95% |                |      |

時の内閣：麻生内閣 解散日：2009年7月21日 公示日：2009年8月18日 （全国投票率：69.28%（1.77%））
| 当落 | 候補者名 | 年齢 | 所属党派   | 新旧 | 得票数    | 得票率 | 惜敗率 | 推薦・支持 | 重複 |
| ---- | -------- | ---- | ---------- | ---- | --------- | ------ | ------ | ---------- | ---- |
| 当   | 小泉俊明 | 52   | 民主党     | 元   | 146,983票 | 57.14% | ――     |            | ○    |
|      | 葉梨康弘 | 49   | 自由民主党 | 前   | 103,228票 | 40.13% | 70.23% |            | ○    |
|      | 宮本春樹 | 51   | 幸福実現党 | 新   | 7,026票   | 2.73%  | 4.78%  |            |      |

時の内閣：第2次小泉改造内閣 解散日：2005年8月8日 公示日：2005年8月30日 （全国投票率：67.51%（7.65%））
| 当落 | 候補者名 | 年齢 | 所属党派   | 新旧 | 得票数    | 得票率 | 惜敗率 | 推薦・支持 | 重複 |
| ---- | -------- | ---- | ---------- | ---- | --------- | ------ | ------ | ---------- | ---- |
| 当   | 葉梨康弘 | 45   | 自由民主党 | 前   | 113,977票 | 46.82% | ――     |            | ○    |
|      | 小泉俊明 | 48   | 民主党     | 前   | 82,841票  | 34.03% | 72.68% |            | ○    |
|      | 中山一生 | 42   | 無所属     | 新   | 29,416票  | 12.08% | 25.81% |            | ×    |
|      | 上野高志 | 40   | 日本共産党 | 新   | 11,859票  | 4.87%  | 10.40% |            |      |
|      | 猿田玲   | 27   | 社会民主党 | 新   | 5,344票   | 2.20%  | 4.69%  |            | ○    |

- 中山は2006年に茨城県議会議員に立候補し、当選。その後、2009年龍ケ崎市長に立候補し、当選。

時の内閣：第1次小泉第2次改造内閣 解散日：2003年10月10日 公示日：2003年10月28日 （全国投票率：59.86%（2.63%））
| 当落 | 候補者名 | 年齢 | 所属党派   | 新旧 | 得票数    | 得票率 | 惜敗率 | 推薦・支持 | 重複 |
| ---- | -------- | ---- | ---------- | ---- | --------- | ------ | ------ | ---------- | ---- |
| 当   | 葉梨康弘 | 44   | 自由民主党 | 新   | 102,315票 | 48.92% | ――     | 公明党推薦 | ○    |
| 比当 | 小泉俊明 | 46   | 民主党     | 前   | 92,306票  | 44.13% | 90.22% |            | ○    |
|      | 上野高志 | 39   | 日本共産党 | 新   | 14,546票  | 6.95%  | 14.22% |            |      |

時の内閣：第1次森内閣 解散日：2000年6月2日 公示日：2000年6月13日 （全国投票率：62.49%（2.84%））
| 当落 | 候補者名 | 年齢 | 所属党派   | 新旧 | 得票数   | 得票率 | 惜敗率 | 推薦・支持 | 重複 |
| ---- | -------- | ---- | ---------- | ---- | -------- | ------ | ------ | ---------- | ---- |
| 当   | 葉梨信行 | 71   | 自由民主党 | 前   | 97,972票 | 47.83% | ――     | 公明党推薦 | ○    |
| 比当 | 小泉俊明 | 43   | 民主党     | 新   | 79,230票 | 38.68% | 80.87% |            | ○    |
|      | 上野高志 | 35   | 日本共産党 | 新   | 20,755票 | 10.13% | 21.18% |            |      |
|      | 宮崎久常 | 52   | 無所属     | 新   | 6,867票  | 3.35%  | 7.01%  |            | ×    |

時の内閣：第1次橋本内閣 解散日：1996年9月27日 公示日：1996年10月8日 （全国投票率：59.65%（8.11%））
| 当落 | 候補者名 | 年齢 | 所属党派   | 新旧 | 得票数   | 得票率 | 惜敗率 | 推薦・支持 | 重複 |
| ---- | -------- | ---- | ---------- | ---- | -------- | ------ | ------ | ---------- | ---- |
| 当   | 中山利生 | 71   | 自由民主党 | 前   | 89,822票 | 49.95% | ――     |            | ○    |
|      | 永岡洋治 | 45   | 新進党     | 新   | 59,080票 | 32.86% | 65.77% |            |      |
|      | 上野高志 | 32   | 日本共産党 | 新   | 26,815票 | 14.91% | 29.85% |            |      |
|      | 阿部昭   | 35   | 自由連合   | 新   | 4,090票  | 2.27%  | 4.55%  |            |      |

- 永岡は2003年の7区補欠選挙で当選。